# シュトロハイム

シュトロハイム
Stroheim

測地系: 北緯48度20分20秒 東経13度57分30秒 / 北緯48.33889度 東経13.95833度座標: 北緯48度20分20秒 東経13度57分30秒 / 北緯48.33889度 東経13.95833度

シュトロハイム (Stroheim) は、オーストリア、オーバーエスターライヒ州、エフェルディング郡の市町村 (Gemeinde)。地名は「麦藁 (Stroh) の家 (Heim)」の意味。

## 画像

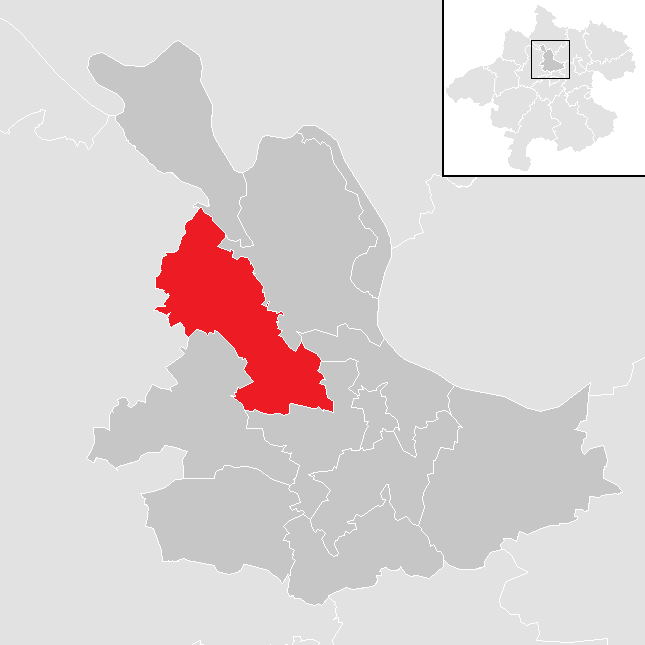
郡内の位置
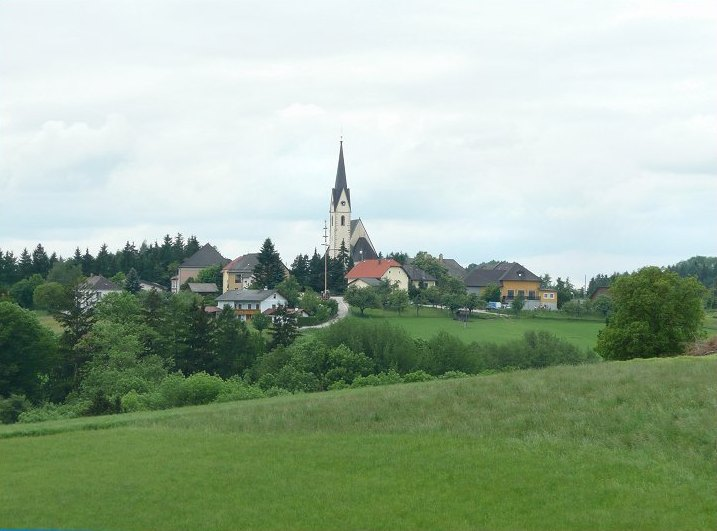
シュトロハイム市街
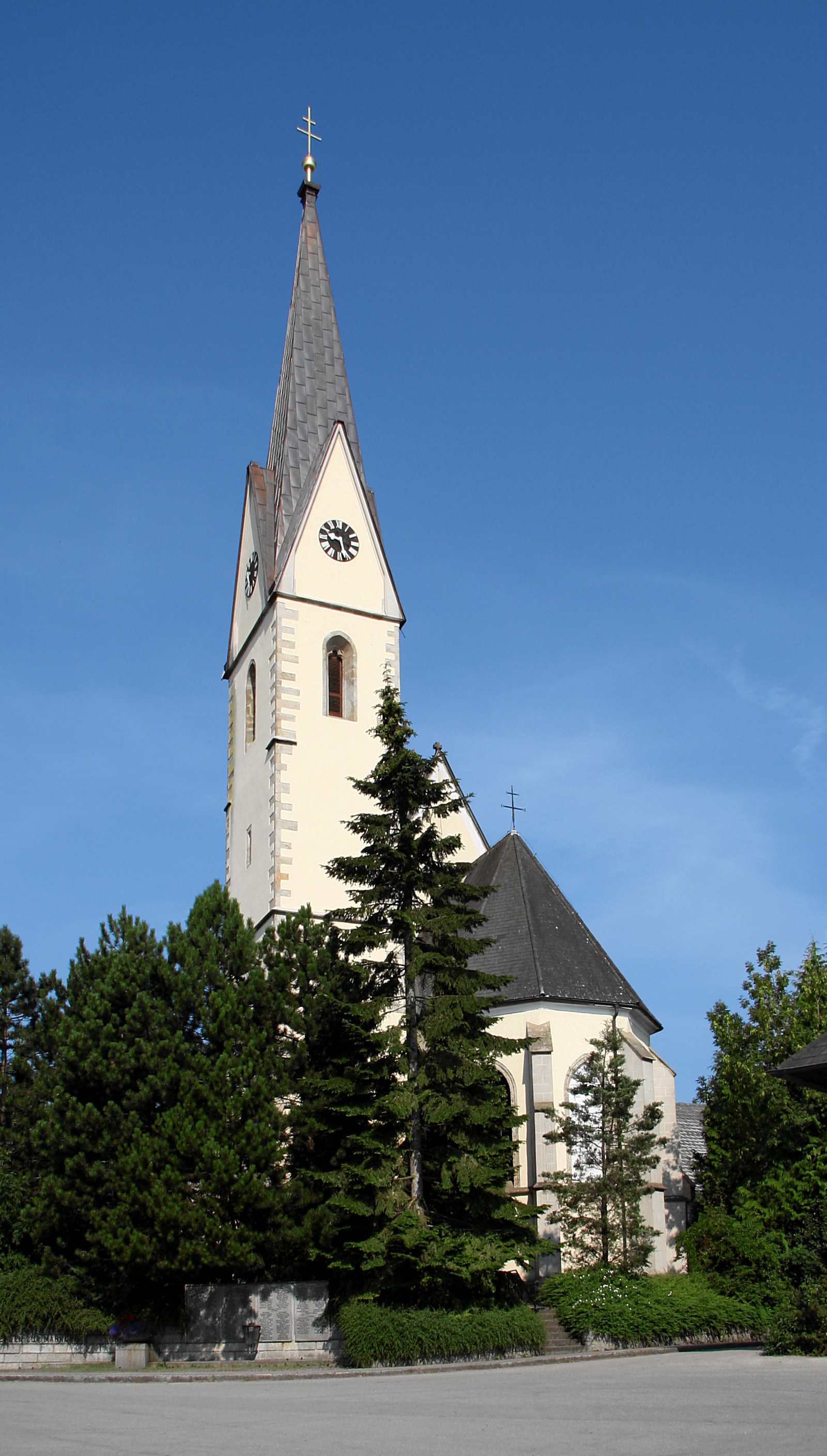
シュトロハイム教会堂
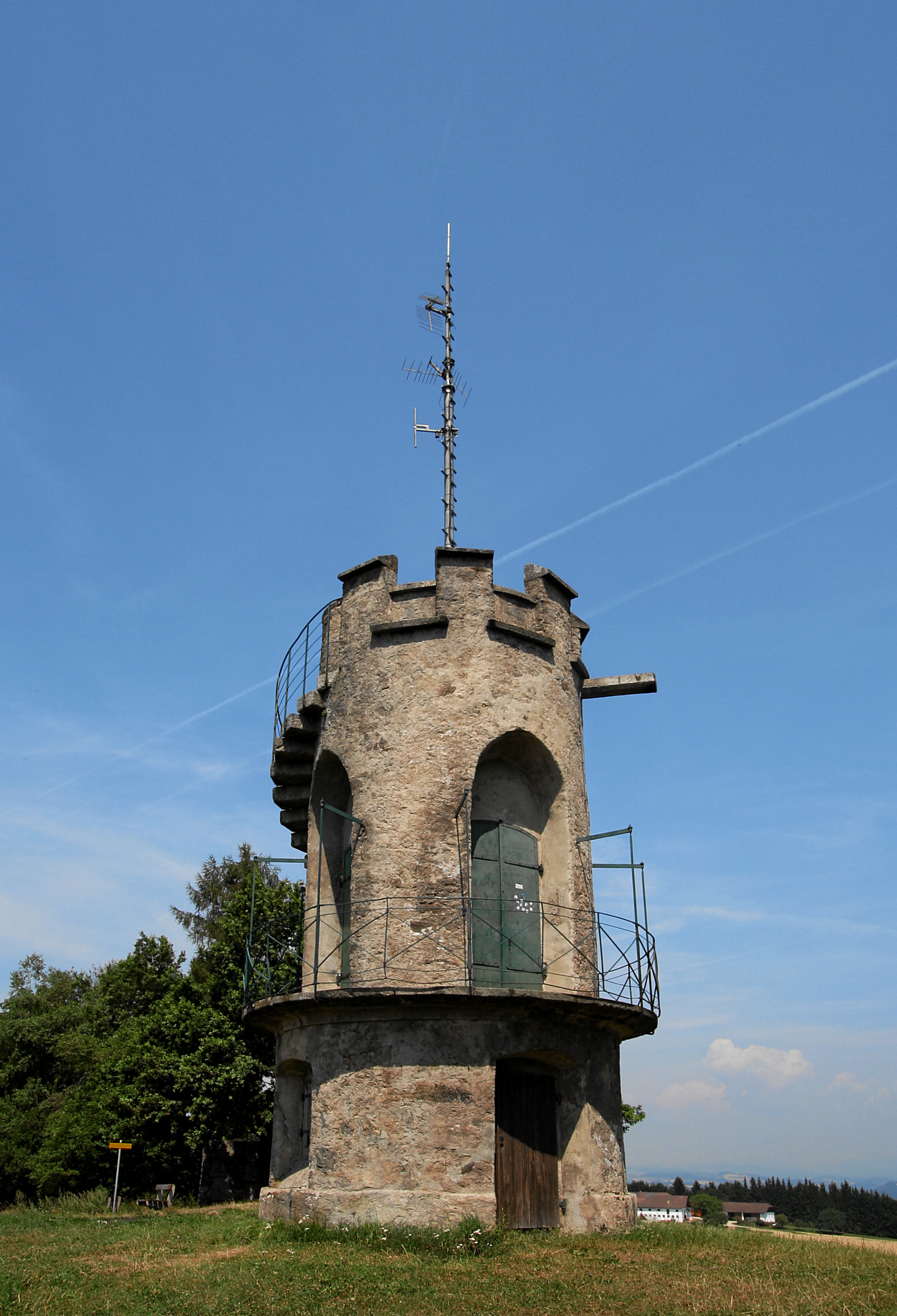
Die Aussichtswarte Mayrhofberg